# Granbergstjärnarna (Jokkmokks socken, Lappland, 735413-168756)
Granbergstjärnarna är en sjö i Jokkmokks kommun i Lappland och ingår i Piteälvens huvudavrinningsområde.